# Единый художественный рейтинг
«Еди́ный худо́жественный ре́йтинг» введён в 1999 году Профессиональным союзом художников России как один из инструментов формирования арт-рынка. С 2001 года издаётся как периодический справочник, зарегистрированный в качестве средства массовой информации.
По состоянию на 2017 год вышли 23 печатных выпуска справочника, совокупный тираж более 90000 экземпляров Также доступна электронная версия справочника.
Учредитель и главный редактор справочника — председатель Профессионального союза художников России, академик Российской академии художеств С. В. Заграевский.

## О рейтинге
Рейтинг присуждается в номинациях «Художники», «Выставочные залы» и «Архитекторы». Наиболее известен и востребован рейтинг в номинации «Художники» (20 из 23 выпусков справочника).
По состоянию на 1 января 2017 года рейтинг включает 60128 художников, 3869 архитекторов, 1468 галерей и антикварных салонов. Приведены ценовые рекомендации по продаже и приобретению произведений искусства.
В рейтинге художников выделены два раздела:
- Российский художественный рейтинг (единый рейтинг художников Российской империи, СССР, «русского зарубежья», Российской Федерации и республик бывшего Советского Союза);
- Международный художественный рейтинг (всемирный рейтинг художников XVIII—XXI веков, формирующих мировое художественное наследие). В него включены художники трех высших категорий (то есть 1, 1А,1В, 2А, 2В, 3А, 3В). Представлены Австралия, Австрия, Аргентина, Бельгия, Болгария, Боливия, Бразилия, Великобритания, Венгрия, Венесуэла, Германия, Голландия, Греция, Дания, Израиль, Индия, Испания, Италия, Канада, Китай, Колумбия, Куба, Мексика, Новая Зеландия, Норвегия, Пакистан, Польша, Португалия, Россия и республики бывшего СССР, республики бывшей Югославии, Румыния, США, Турция, Финляндия, Франция, Чехия, Швейцария, Швеция, ЮАР, Япония и другие страны. На базе Международного художественного рейтинга создан Интернет-проект «Величайшие художники мира XVIII—XXI веков» (около 10500 художников)[4].

В соответствии с заявленными принципами, художники подразделяются на категории «А» и «В». Художник категории «А» (обозначенной по первой букве слова «авангард») преимущественно ориентирован на новейшие течения в изобразительном искусстве; художник категории «В» (обозначенной по первой букве слова «востребованный») преимущественно ориентирован на сложившиеся традиции, на работу в соответствии с государственным и социальным заказом. В каждой категории имеются уровни с 1-го (вершина признания и известности; относится к умершим художникам-классикам, чьи произведения прочно заняли место в музеях) по 10-й (художник-ученик).
Рейтинг включает художников двухмерного пространства (живописцев, графиков, плакатистов, театральных художников, батичистов, иллюстраторов, мультипликаторов и пр.) и художников трёхмерного пространства (скульпторов, ювелиров, керамистов, фарфористов, авторов инсталляций и пр.).
Определение рейтинговых категорий, согласно нормативным документам рейтинга, производится на основе открытой информации об экспозициях, коллекциях и продажах произведений искусства, каталогов и публикаций в прессе и Интернете, биографий художников, мнений искусствоведов и арт-менеджеров, опросов общественного мнения, любой другой информации, почерпнутой из открытых и общедоступных источников. Согласно заявленным принципам, при определении рейтинга приоритетное значение имеет художественный уровень произведений, их гуманистическая значимость. Критериями также являются профессионализм, активная выставочная деятельность, наличие работ в музеях, известность публике, галереям и искусствоведам в России и за рубежом, общественная и гражданская значимость произведений, продаваемость и ценовой уровень работ.
Работу над рейтингом ведет рейтинговый центр Профессионального союза художников России, состоящий из искусствоведов и художественных критиков, статус которого заявлен как профессиональное жюри, свободное в своих суждениях и оценках. Руководитель рейтингового центра — академик РАХ С. В. Заграевский.

## Названия рейтинговых категорий в номинации «Художники»
- 1 — художник мировой известности, проверенной временем (более одного века).
- 1А — художник мировой известности.
- 1В — художник мировой известности с выдающимися организаторскими способностями.
- 2А — художник-профессионал высокого класса с ярко выраженной творческой индивидуальностью.
- 2В — художник-профессионал высокого класса с выдающимися организаторскими способностями, пользующийся безусловным спросом и популярностью.
- 3А — художник-профессионал высокого класса с узнаваемым индивидуальным стилем.
- 3В — художник-профессионал высокого класса, признанный и востребованный художественным рынком и публикой.
- 4А — состоявшийся профессиональный художник с индивидуальным стилем.
- 4В — состоявшийся профессиональный художник, востребованный художественным рынком.
- 5А — профессиональный художник с индивидуальным стилем.
- 5В — сложившийся профессиональный художник.
- 6А — художник с индивидуальным стилем.
- 6В — формирующийся профессиональный художник.
- 7 — художник-любитель, имеющий перспективную оценку специалистов.
- 8 — художник-любитель.
- 9 — начинающий художник.
- 10 — художник-ученик.

## Отзывы
В 2002 году Единый художественный рейтинг был удостоен благодарности министра культуры РФ.

Чтобы как-то стабилизировать ценообразование на арт-рынке, Профессиональный союз художников с 1999 года издает "Единый художественный рейтинг". В него входят имена, даты жизни и рейтинговые категории почти 40 тыс. художников Российской империи, СССР, русского зарубежья, Российской Федерации и республик бывшего Советского Союза. Живые и ушедшие — вперемешку. "Делить художников по принципу "жив или мертв" неправильно: с точки зрения ценообразования смерть мастера не самый значительный фактор",— рассказывает Сергей Заграевский. Тем не менее высшую часть пирамиды рейтинга формируют великие мастера прошлого. Основание пирамиды — растущие молодые художники или инертная масса работников изобразительного цеха, которые не участвуют в бурной выставочной жизни. Эксперты, занимающиеся составлением рейтинга, отслеживают динамику роста или деградации тех и других. Живопись — это не теннис, и здесь, конечно, трудно быть уверенным, кто кого обыграет... И все же справочник во многом — зеркало ценообразования: середнячки редко бывают богаты. — Ксения Гулиа. Картинная лотерея. Журнал «Деньги», № 37(692) от 22.09.2008

Проект «Арт—рейтинг» может помочь «войти» и в современное искусство, и в сложный процесс арт—рынка. В Арт—рейтинге — в Едином художественном рейтинге Профессионального союза художников — сделана некая попытка классификации: расположить художников по уровню реализации их дарования с учетом, конечно, участия в престижных выставках, внимания к ним средств массовой информации, искусствоведов, музейных работников, членства в союзах, творческих объединениях и прочее... Подобная попытка поставить художников в ряд «по росту» может показаться безнадежной. Но она удалась. Поставленная задача решена, правда, без особых претензий на полную строгость и объективность, что и хорошо. — Журнал «Арт Город», № 1 (24), 2010

Оценивая современную живопись, из-за отсутствия аукционов галеристы и покупатели руководствуются художественным рейтингом. Рейтинг в данном случае понимается как попытка со стороны экспертов стратифицировать творчество художников. Наиболее полным на сегодняшний день рейтингом как украинских, так и российских художников является «Единый художественный рейтинг».
— Дмитрий Банников. Рынок современной живописи: с надеждой на лучшее! Информационно-аналитический портал «Деньги». № 1—2 (72), январь 2006 г.
Ряд других отзывов со ссылками на печатные издания и письма см. на официальном сайте Рейтинга .
В первые годы своего существования Единый художественный рейтинг вызывал споры и дискуссии не только по поводу присвоения тому или иному художнику того или иного рейтинга, но и по поводу принципиальной допустимости присвоения художникам каких-либо рейтингов:

Рейтинг в области искусств наиболее естественен и, по-видимому, наиболее нужен, что бы ни говорили его противники, обеспокоенные больше всего тем, что «на художников навешивают ярлыки» (на политиков и телеведущих можно, на художников нельзя). Но главная проблема заключается именно в том, что и без всякого рейтинга все навешивают на художника ярлыки, без этого не существует художественная критика. Рейтинг был в художественном мире России с XVIII века до 1917 года, когда существовали звания художника, «назначенного», академика, советника, профессора. Революция отменила это, но с 1930-х были введены новые отличия (звания заслуженного и народного художника РСФСР и СССР). С 1947 года наряду со званием члена союза художников существуют звания члена-корреспондента и действительного члена Академии художеств (в 1947—1992 годах — Академии художеств СССР, после 1992 года — Российской академии художеств). Это ли не рейтинг? — Анатолий Кантор. Кому и зачем нужен рейтинг художников. Справочник «Единый художественный рейтинг», вып. 3, 2000 г.
Некоторые источники ставили под сомнение объективность как самой методики составления рейтинга, так и работы по его формированию.

## Выпуски рейтинга
- Единый художественный рейтинг. Справочник. Выпуск 23. — 51244 художника. — М.: Руспринт,  2017. — 332 с. — ISBN 978-5-904913-33-5. Тираж 1100 экз.
- Единый художественный рейтинг. Справочник. Выпуск 22. — 49896 художников. — М.: Руспринт, 2015. — 324 с. — ISBN 978-5-904913-29-8. Тираж 1100 экз.
- Единый художественный рейтинг. Справочник. Выпуск 21. — 47832 художника. — М.: Руспринт, 2014. — 308 с. — ISBN 978-5-904913-21-2. Тираж 1100 экз.
- Единый художественный рейтинг. Справочник. Выпуск 20. — 3816 архитекторов. — М.: Абсолют, 2013. — 89 с. — ISBN 978-5-805567-16-5. Тираж 1100 экз.
- Единый художественный рейтинг. Справочник. Выпуск 19. — 47759 художников. — М.: Руспринт, 2012. — 294 с. — ISBN 978-5-904913-19-9. Тираж 1100 экз.
- Единый художественный рейтинг. Справочник. Выпуск 18. — 53364 художника. — М.: Руспринт, 2011. — 367 с. — ISBN 978-5-904913-09-0. Тираж 1100 экз.
- Единый художественный рейтинг. Справочник. Выпуск 17. — 52629 художников. — М.: Руспринт, 2010. — 357 с. — ISBN 978-5-904913-03-8. Тираж 5000 экз.
- Единый художественный рейтинг. Справочник. Выпуск 16. — 43084 художника. — М.: АЛЕВ-В, 2009. — 275 с. — ISBN 978-594-025-112-5. Тираж 5000 экз.
- Единый художественный рейтинг. Справочник. Выпуск 15. — 41076 художников. — М.: АЛЕВ-В, 2008. — 252 с. — ISBN 5-94025-100-5. Тираж 5000 экз.
- Единый художественный рейтинг. Справочник. Выпуск 14. — 39894 художника. — М.: АЛЕВ-В, 2008. — 268 с. — ISBN 5-94025-087-4. Тираж 5000 экз.
- Единый художественный рейтинг. Справочник. Выпуск 13. — 38039 художников. — М.: АЛЕВ-В, 2007. — 464 с. — ISBN 5-94025-086-6. Тираж 5000 экз.
- Единый художественный рейтинг. Справочник. Выпуск 12. — 36157 художников. — М.: АЛЕВ-В, 2006. — 447 с. — ISBN 5-94025-081-6. Тираж 5000 экз.
- Единый художественный рейтинг. Справочник. Выпуск 11. — 33405 художников. — М.: АЛЕВ-В, 2006. — 415 с. — ISBN 5-94025-075-0. Тираж 5000 экз.
- Единый художественный рейтинг. Справочник. Выпуск 10. — 27046 живописцев и графиков, 3402 скульптора. — М.: АЛЕВ-В, 2005. — 368 с. — ISBN 5-94025-070-X. Тираж 5000 экз.
- Единый художественный рейтинг. Справочник. Выпуск 9. — 24710 живописцев и графиков, 3044 скульптора. — М.: АЛЕВ-В, 2004. — 336 с. — ISBN 5-94025-061-0. Тираж 5000 экз.
- Единый художественный рейтинг. Справочник. Выпуск 8. Ювелирное искусство.— 1689 ювелиров. — М.: АЛЕВ-В, 2004. — 128 с. — ISBN 5-94025-050-5. Тираж 5000 экз.
- Единый художественный рейтинг. Справочник. Выпуск 7. — 21324 художника, 832 выставочных зала. — М.: АЛЕВ-В, 2003. — 360 с. — ISBN 5-94025-037-8. Тираж 5000 экз.
- Единый художественный рейтинг. Справочник. Выпуск 6. Номинация «Архитекторы». — 2124 архитектора.— М.: АЛЕВ-В, 2002. — 96 с. — ISBN 5-94025-027-0. Тираж 5000 экз.
- Единый художественный рейтинг. Справочник. Выпуск 5. — 12572 художника, 755 выставочных залов. — М.: АЛЕВ-В, 2002. — 336 c. — ISBN 5-94025-017-3. Тираж 5000 экз.
- Единый художественный рейтинг. Справочник. Выпуск 4. — 9112 художников, 533 выставочных зала. — М.: АЛЕВ-В, 2001. — 312 с. — ISBN 5-94025-010-6. Тираж 5000 экз.
- Единый рейтинг современных художников и мастеров XVIII-XX веков. Выпуск 3. — 7524 художника. — М.: АЛЕВ-В, 2000. — 320 с. — ISBN 5-94025-005-X. Тираж 5000 экз.
- Рейтинг современных художников. Номинация «Живописцы и графики». Выпуск 2. — 3150 художников. — М.: АЛЕВ-В, 2000. — 117 с. — ISBN 5-94025-003-3. Тираж 5000 экз.
- Рейтинг Профессионального союза художников. Номинация «Живописцы и графики». — 1887 художников. — М.: АЛЕВ-В, 2000. — 80 с. — ISBN 5-94025-001-7. Тираж 5000 экз.